# Valzer lento

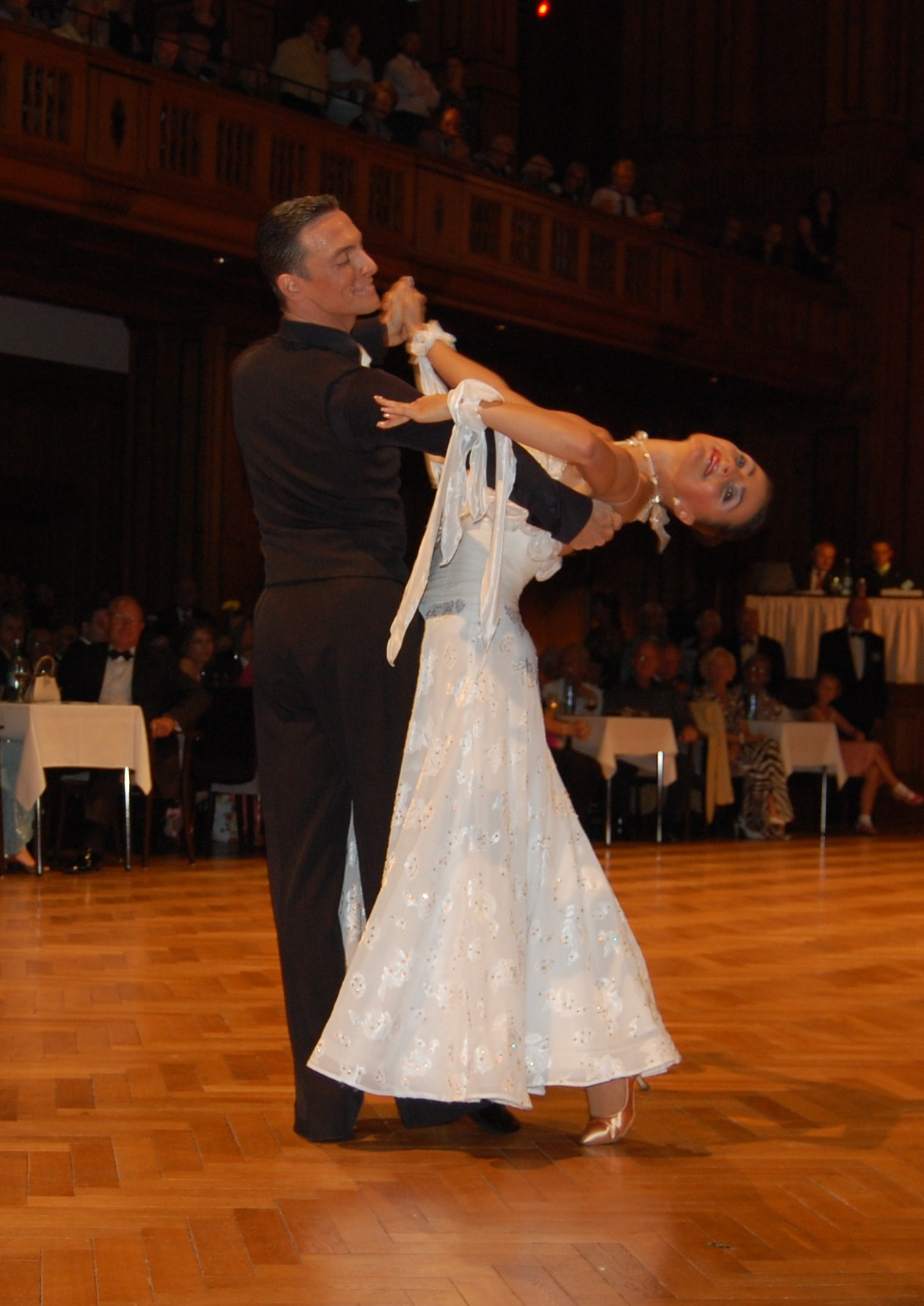
Posizione del valzer lento

Il valzer lento o valzer inglese è una variante di valzer che appartiene, nello specifico, alle danze standard e al ballo da sala. Ha una coreografia articolata e complessa.
Trae origine, alla fine del Ottocento, dal boston o hesitation, un ballo statunitense composto da serie di passi avanti, indietro e volteggi. Ha avuto origine all'inizio degli anni '20 e inizialmente veniva chiamato Valzer diagonale; si modificò nel tempo fino ai Campionati Mondiali di Londra del 1927 dopo i quali si cercò di standardizzare il nuovo tipo di valzer
In queste due discipline viene danzato con 28-30 battute al minuto per le competizioni delle danze standard e a 30 battute al minuto per quelle della disciplina ballo da sala.
È un ballo dai ritmi lenti utilizzato come base di partenza per il ballo liscio (polka, mazurka e valzer viennese) e per le altre danze standard (tango, slow fox, quickstep). Per articolazione ed eleganza può a buon diritto essere considerato la più significativa fra le danze standard.
La postura è fondamentale in questo ballo, sia dell'uomo, ma soprattutto della donna che conferisce eleganza e armonia ai movimenti. I due ballerini devono toccarsi solo nella parte superiore destra e la donna deve inchinare con eleganza la testa all'indietro. L'uomo conduce e la sua partner deve fidarsi e farsi guidare dal ballerino che deciderà anche la lunghezza dei passi. Caratteristiche fondamentali del valzer lento sono l'elevazione e l'abbassamento, molto più accentuati che in altri balli.
Postura
Cavaliere e Dama: le scapole devono toccarsi mantenendo le spalle basse i gomiti sono all'altezza delle spalle.Gli addominali sostengono la parte alta del corpo: immaginate di spingere il vostro ombelico verso la spina dorsale e allo stesso tempo di tirarvi verso l'alto. Le ginocchia sono leggermente flesse e morbide. Tutta la parte superiore del corpo deve essere un blocco unico, la flessibilità è data dal bacino e dalle gambe.
Cavaliere: la mano destra, con tutte le dita unite, forma un leggero cucchiaio e si posa subito sotto la scapola sinistra della ballerina,il polso è esterno al corpo della ballerina. La mano sinistra prende la mano destra della ballerina ed è ad altezza occhi ballerina. Il gomito sinistro è piegato e forma un angolo di novanta gradi. La testa è dritta e lievemente girata a sinistra, per sapere quando la testa è ben dritta il mento e lo sterno devono essere in linea tra loro. 
Dama: la mano sinistra posa leggermente a metà bicipite destro del cavaliere e spinge verso l'esterno e a sinistra. La mano destra è nella mano sinistra del cavaliere. La testa, a meno che una figura richieda altra posizione, è voltata a sinistra e ben dritta.
Posizione
La parte alta del corpo della coppia deve essere un blocco unico poiché ciò contribuisce al mantenimento della posizione corretta: le parti destre dei due ballerini devono essere una di fronte all'altra, in questo modo il piede destro del cavaliere passerà in mezzo alle gambe della dama ed il sinistro all'esterno e viceversa. Un cedimento delle spalle o delle braccia può avere i seguenti effetti: cavaliere e dama uno di fronte all'altro e ricezione tardiva da parte della dama della guida del cavaliere.